# Cartas inglesas
Cartas inglesas (o Cartas sobre la Nación de Inglaterra; Francés: Lettres philosophiques) son una serie de ensayos escritos por Voltaire basadas en sus experiencias de vivir en Inglaterra entre 1726 y 1729 (si bien a partir de 1707 el país fue parte del  Reino de Gran Bretaña).  Fue publicado inicialmente en idioma inglés en 1733 y luego en francés al año siguiente, donde se le consideró un ataque al sistema de gobierno francés y fue rápidamente suprimido.
En 1778 se publica una edición revisada titulada Lettres philosophiques sur les Anglais (Cartas filosóficas sobre los ingleses). 
En algunos aspectos, el libro se compara con La democracia en América de Alexis de Tocqueville, en cómo explica de manera halagadora una nación a sí misma desde la perspectiva de un extraño, ya que las descripciones de Voltaire de aspectos de la cultura, la sociedad y el gobierno ingleses a menudo reciben un trato favorable en comparación con sus equivalentes franceses.

## Tabla de contenido
Lettres anglaises consiste de veinticuatro cartas:
- Carta I: Sobre los Cuáqueros
- Carta II: Sobre los Cuáqueros
- Carta III: Sobre los Cuáqueros
- Carta IV: Sobre los Cuáqueros
- Carta V: Sobre La Iglesia de Inglaterra
- Carta VI: Sobre Los Presbiterianos
- Carta VII: Sobre los Socinianos, o Arianos, o Antitrinitarianos
- Carta VIII: Sobre el Parlamento
- Carta IX: Sobre el Gobierno
- Carta X: Sobre el Comercio
- Carta XI: Sobre la inoculación
- Carta XII: Sobre Lord Bacon
- Carta XIII: Sobre el Sr. Locke
- Carta XIV: Sobre Descartes y Sir Isaac Newton
- Carta XV: Sobre la Atracción
- Carta XVI: Sobre la Óptica de Sir Isaac Newton
- Carta XVII: Sobre los infinitos en Geometría y la Cronología de Sir Isaac Newton
- Carta XVIII: Sobre la Tragedia
- Carta XIX: Sobre la Comedia
- Carta XX: Sobre la Nobleza de cultivar Las Bellas Cartas
- Carta XXI: Sobre el Earl de Rochester y el Sr. Waller
- Carta XXII: Sobre el Sr. Pope y Algunos Otros Poetas Famosos
- Carta XXIII: Sobre El Respeto que se debe mostrar a los Hombres de Letras
- Carta XXIV: Sobre la Royal Society y otras Academias

### Religión
Voltaire comienza tratando la religión en las cartes 1 a 7.  En particular él se refiere a los cuáqueros (1–4), anglicanos (5), prebiterianos (6), y socinianos (7).
En las cartas 1 a 4, Voltaire describe a los Cuáqueros, sus costumbres, creencia e historia. Aprecia la simplicidad de sus rituales. En particular, alaba la ausencia de bautismo ("nosotros no somos de la opinión que por salpicar con agua la cabeza de un niño el mismo se convierta en cristiano"), la ausencia de comunión ("'Cómo! no tienen comunión?' les dije. 'Solo una de tipo espiritual,' le contestaron, 'del corazón'"), y la falta de sacerdotes ("'O sea ustedes no tienen sacerdotes?' les dije. 'No, no, mi amigo,' le contestó el cuáquero, 'lo cual nos hace muy felices'"), pero aun así manifiesta su preocupación por la naturaleza manipulativa de la religión organizada.
La carta 5 está dedicada a la religión anglicana, la cual Voltaire compara de manera favorable con el catolicismo ("En cuanto a la moral del clero inglés, es más regular que la de los franceses."), pero critica las formas en que se ha mantenido fiel a los rituales católicos, en particular ("El clero inglés ha conservado un gran número de ceremonias romanas, y especialmente la de recibir, con una atención más escrupulosa, sus diezmos).
En la Carta 6, Voltaire ataca a los Presbiterianos, a quienes ve como intolerantes ("[El Presbiteriano] tiene un paso serio, tiene una mirada amarga, usa un sombrero de ala ancha y una capa larga sobre un abrigo muy corto, predica con la nariz y denomina ramera de Babilonia a todas las iglesias donde los ministros son tan afortunados como para disfrutar de un ingreso anual de cinco o seis mil libras, y donde la gente es lo suficientemente débil para padecer esto, y darles los títulos de mi señor, su señoría o su eminencia ") y demasiado estrictos (" No se permiten óperas, obras de teatro o conciertos en Londres los domingos, e incluso los naipes están tan expresamente prohibidos que nadie más que las personas de calidad, y las que llamamos gentiles, juegan ese día; el resto de la nación va a la iglesia, a la taberna o a ver a sus amantes ").